# Gevlekte zevenkieuwshaai
De gevlekte zevenkieuwshaai (Notorynchus cepedianus) is een haai uit de familie van de koehaaien.

## Kenmerken
Deze 300 cm lange haai heeft veelpuntige tanden. De onderkaak bevat tanden met kronen met een grote hoofdspits en 3 tot 8 kleine spitsen, die uitstralen vanuit het centrum. Aan de voorkant van de grote hoofdspits bevindt zich een reeks kleine spitsen met een rechthoekige en afgeplatte basis. De bovenkaak is bezet met tanden, die kleiner en smaller zijn.
De haai heeft 7 kieuwspleten, terwijl de meeste haaiensoorten 5 kieuwspleten hebben. Hij is grijs of bruinachtig met vlekken, en zijn bovenste kaak heeft scherpe tanden. Met deze aanpassing is de haai in staat om haaien, vissen, zeehonden en aas te eten. De soort is ovoviviparisch en kan tot 3 meter lang worden. Het skelet en spijsverteringskanaal lijkt op dat van zeer oude uitgestorven haaisoorten. De haai staat niet bekend als agressief, maar vermoedelijk valt hij wel mensen in ondiep water aan als hij zich bedreigd voelt. Zo is er een geval uit Nieuw-Zeeland bekend waarbij deze haai een surfer in ondiep water aanviel, toen deze op de haai trapte

## Natuurlijke omgeving
Deze haai leeft in wateren met een gematigd klimaat tot 135 m diepte, maar komen soms ook voor aan de kust. In de kelpwouden bij Kaapstad in Zuid-Afrika komen deze haaien regelmatig voor.

## Synoniemen
Deze soort staat ook bekend onder de volgende synoniemen:
- Heptranchias pectorosus Garman, 1884
- Heptranchias spilotus Lahille, 1913
- Notidanus ferox Perez Canto, 1886
- Notidanus medinae Philippi, 1902
- Notidanus wolniczkyi Philippi, 1902
- Notorhynchus borealis Gill, 1864
- Notorhynchus indicus Agassiz, 1835
- Notorynchus macdonaldi Whitley, 1931
- Notorynchus maculatus Ayres, 1855
- Notorynchus ocellatus Devincenzi, 1920